# جوكار هيات (شلال ودشتغل)
جوكار هيات (بالفارسية: جوکارحیات) هي منطقة سكنية تقع في إيران في قسم شلال ودشتغل الريفي.